# Роћевић
Роћевић је насељено мјесто у општини Зворник, Република Српска, БиХ. Према попису становништва из 2013, у насељу је живјело 1.228 становника.

## Географија
Роћевић је насеље које припада општини Зворник,Република Српска.

## Спорт
Насеље Роћевић је сједиште два фудбалска тима, ФК "Јединство" Роћевић и ФК "Пецка" Роћевић.

## Становништво
| Националност       | 1991. | 1981. | 1971. |
| Срби               | 1.222 | 1.161 | 1.033 |
| Остали и непознато | 13    | 26    | 20    |
| Укупно             | 1.235 | 1.187 | 1.053 |

| Демографија | Демографија | Демографија |
| Година      | Становника  | Становника  |
| ----------- | ----------- | ----------- |
| 1948.       | 831         |             |
| 1953.       | 945         |             |
| 1961.       | 1.014       |             |
| 1971.       | 1.053       |             |
| 1981.       | 1.187       |             |
| 1991.       | 1.235       |             |
| 2013.       | 1.228       |             |